# Kościół św. Barbary w Chorzowie
Kościół Świętej Barbary w Chorzowie – rzymskokatolicki kościół parafialny z 2. połowy XIX wieku w Chorzowie, wpisany do rejestru zabytków nieruchomych województwa śląskiego.

## Historia

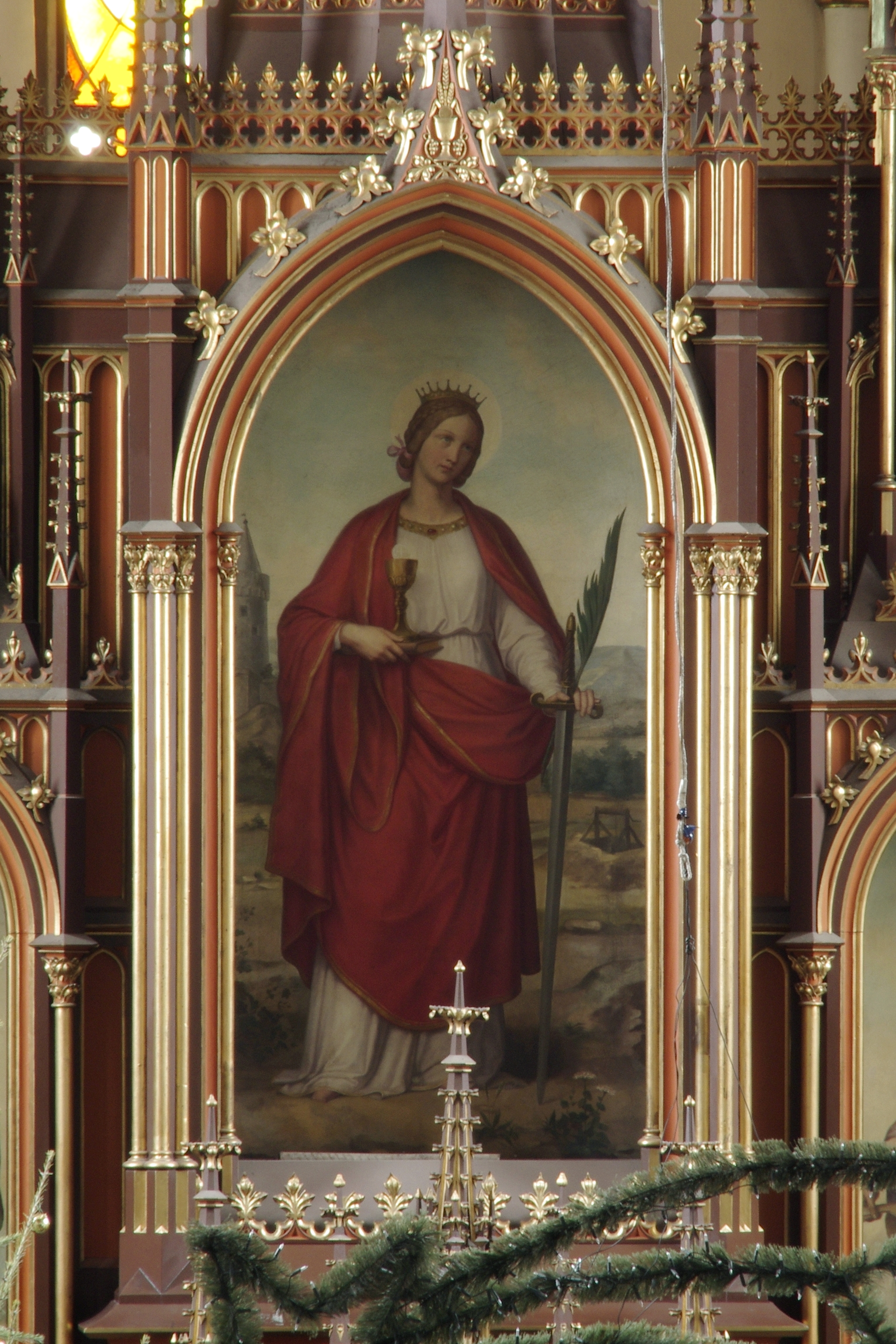
Obraz w nastawie ołtarza głównego przedstawiający św. Barbarę (2019)

W sierpniu 1851 roku został położony kamień węgielny pod budowę nowej świątyni. W dniu 6 stycznia 1852 roku został powołany komitet budowy świątyni, w którego skład weszli: prezes – Erbreich, wyższy radca górniczy i wiceprezes – ks. Franciszek Kania, tymczasowy kapelan w Chorzowie. W dniu 21 listopada 1852 roku ksiądz kanonik Alojzy Ficek, sławny proboszcz z Piekar Śląskich dzięki pełnomocnictwom kardynała Diepenbrocka poświęcił nową świątynię, wzniesioną według projektu inspektora budowlanego Gottgetreua. Dzień ten ma dla miasta historyczne znaczenie, ponieważ posiada ono od tego dnia własną świątynię katolicką pod wezwaniem św. Barbary. W 1853 roku na prośbę górników świątynia otrzymała obraz św. Barbary, który pochodził z kopalni węgla kamiennego Król. W 1859 roku zostaje wybudowana wieża świątyni. W latach 1894–1896 świątynia została przebudowana według projektu Paula Jackischa.

## Architektura i wyposażenie

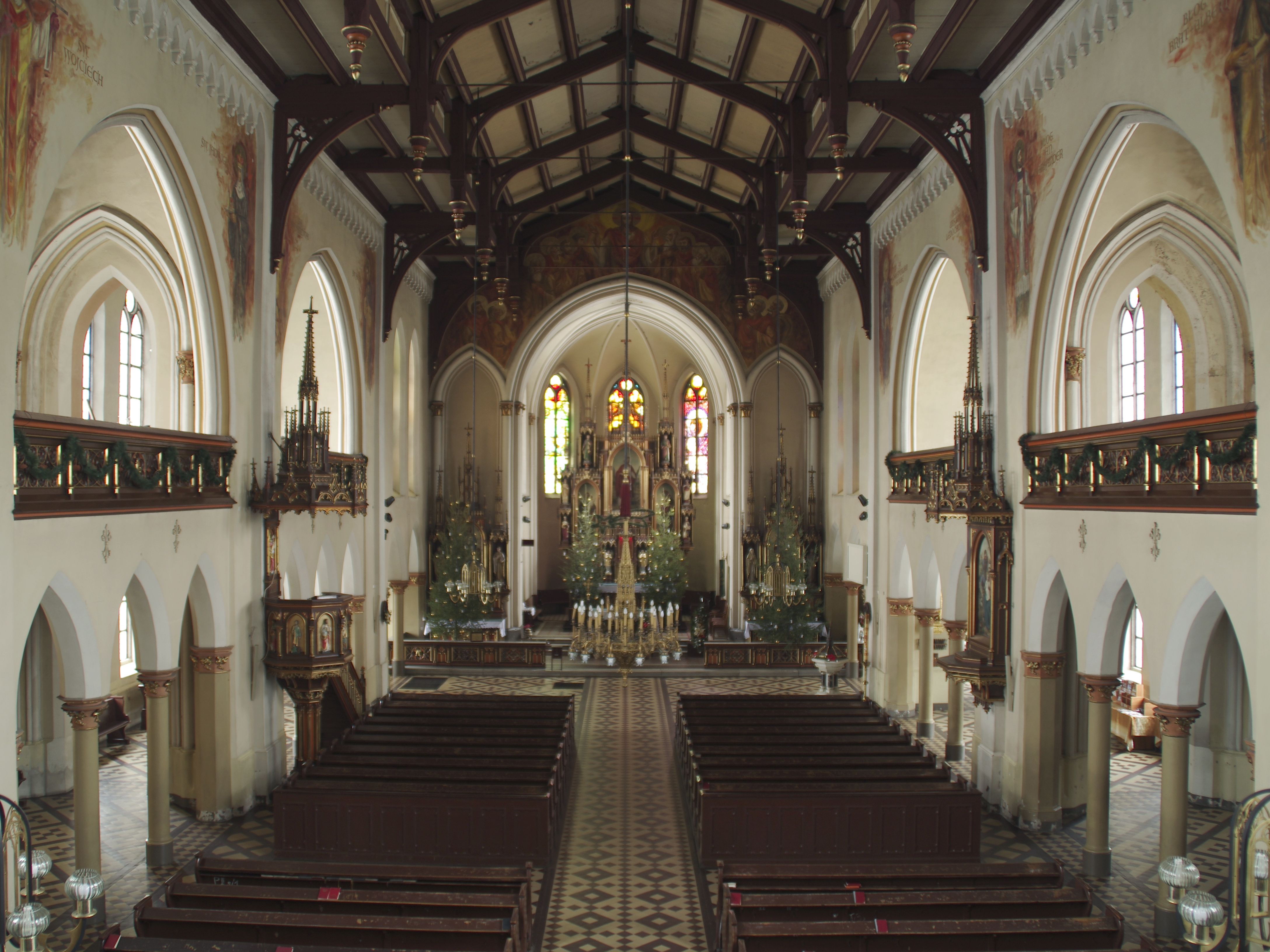
Wnętrze kościoła, widok z empory (2019)

Pierwotnie budowla posiadała tylko jedną nawę, w 1894 roku świątynia została rozbudowana do formy, która zachowała się do dziś. Kościół został wybudowany z ciosanego piaskowca i posiada cechy typowe dla neogotyku. Charakterystycznym elementem kościoła jest wieża z zegarem nakryta dachem stożkowym. We wnętrzu znajdują się okazałe witraże, projektu m.in. Stefana Matejki.